# São Lourenço da Mata
São Lourenço da Mata est une ville brésilienne de l'État du Pernambouc.

## Géographie
São Lourenço da Mata se situe à une quinzaine de kilomètres au nord-ouest de Recife, la capitale de l'état. Elle fait donc partie à la fois de la microrégion de Recife, de la mésorégion métropolitaine de Recife et de la région métropolitaine de Recife.
Sa population était de 95 239 habitants au recensement de 2007. La municipalité s'étend sur 264 km2.